# Moderna evolucijska sinteza
Moderna evolucijska sinteza, unija ideja iz nekoliko bioloških specijalnosti koja pruža naširoko prihvaćen prikaz evolucije, nastala u 20. stoljeću. Katkad se naziva nova sinteza, moderna sinteza, evolucijska sinteza, milenijska sinteza i neodarvinistička sinteza
Sinteza, proizvedena između 1936. i 1947., odražava konsenzus o tome kako se evolucija odvija. Prethodni razvoj populacijske genetike, od 1918. do 1932., bio je poticajan jer je pokazao da je Mendelova genetika konzistentna s prirodnom selekcijom i gradualnom evolucijom. Sinteza je još, u velikoj mjeri, trenutačna paradigma u evolucijskoj biologiji.
Moderna je sinteza riješila poteškoće i zbrke uzrokovane specijalizacijom i slabom komunikacijom među biolozima u ranim godinama 20. stoljeća. U njezinoj je srži bilo pitanje da li bi se Mendelova genetika mogla pomiriti s gradualnom evolucijom posredstvom prirodne selekcije. Drugi problem bilo je pitanje da li se opsežne promjene (makroevolucija) kojima svjedoče paleonotolozi mogle objasniti promjenama posvjedočenima u lokalnim populacijama (mikroevolucija).
Sinteza je uključila dokaze koje su prikupili biolozi, izvježbani u genetici, koji su proučavali populacije na terenu i u laboratoriju. Ta su proučavanja bila ključna za teoriju evolucije. Sinteza je povezala ideje iz nekoliko grana biologije koje su prije toga bile odvojene, navlastito iz genetike, citologije, sistematike, botanike, morfologije, ekologije i paleontologije.
Julian Huxley izmislio je termin kada je proizveo svoju knjigu Evolucija: moderna sinteza (1942.). Ostale važne figure u modernoj sintezi uključuju R. A. Fishera, Theodosiusa Dobzhanskog, J. B. S. Haldanea, Sewalla Wrighta, E. B. Forda, Ernsta Mayra, Bernharda Renscha, Sergeja Četverikova, Georgea Gaylorda Simpsona i G. Ledyarda Stebbinsa.

## Više informacija
- teorija razvojnih sustava
- genocentrični pogled na evoluciju
- povijest evolucijske misli
- teorija čestičnog nasljeđivanja
- prigovori evoluciji
- polimorfizam (biologija)